# ニック・サーシー
ニック・サーシー（Nick Searcy、1959年3月7日 - ）は、アメリカ合衆国の俳優。

## 略歴
ノースカロライナ州カロウィー出身。

## 出演

### 映画
- フライド・グリーン・トマト Fried Green Tomatoes（1991） フランク・ベネット
- 逃亡者 FUGITIVE （1993） ローリンズ郡保安官
- ネル Nell（1994） トッド・ピーターセン
- タイガーランド Tigerland（2000） サンダース
- キャスト・アウェイ Cast Away（2000） スタン
- ストーカー One Hour Photo（2002） ラリー
- ニューオーリンズ・トライアル Runaway Jury（2003） ドイル
- ヒップホップ・プレジデント Head of State（2003） ブライアン・ルイス
- リチャード・ニクソン暗殺を企てた男 The Assassination of Richard Nixon（2004） トム・フォード
- アメリカン・クライム An American Crime（2007）レスター・ライケンス
- 鉄板スポーツ伝説 The Comebacks（2007） ミスター・トルーマン
- 男と女の不都合な真実 The Ugly Truth（2009） スチュアート
- ラスト・ソング The Last Song （2010） トム・ブレークリー
- マネーボール Moneyball（2011） マット・キーオ
- ファインド・アウト Gone（2012） ミラー
- シェイプ・オブ・ウォーター The Shape of Water（2017） ホイト将軍
- ベスト・オブ・エネミーズ 〜価値ある闘い〜 The Best of Enemies (2019)  ガーランド・キース

### ドラマ
- アメリカン・ゴシック American Gothic（1995-1996） ベン・ヒーリー
- フロム・ジ・アース/人類、月に立つ From the Earth to the Moon（1998） ディーク・スレイトン
- 7デイズ 時空大作戦 Seven Days（1998-2001） ネイサン・ラムジー
- JUSTIFIED 俺の正義 Justified（2010-2015） アート・ミューレン
- インテリジェンス (テレビドラマ) Intelligence（2014） グレッグ・カーター（第6話）
- 11/22/63 11.22.63（2016） ディーク・シモンズ
- ホット・ゾーン The Hot Zone (2019) フランク・メイズ